# Mola de Lloret
La Mola de Lloret és una muntanya de 582 metres que es troba al municipi de Roquetes, a la comarca catalana del Baix Ebre.